# Lubeck Challenger 2001
Il Lubeck Challenger 2001 è stato un torneo di tennis facente parte della categoria ATP Challenger Series nell'ambito dell'ATP Challenger Series 2001. Il torneo si è giocato a Lubecca in Germania dal 12 al 18 febbraio 2001 su campi in sintetico indoor.

## Vincitori

### Singolare
Zbynek Mlynarik ha battuto in finale  Dick Norman con il punteggio di 7–6(6), 6(4)–7, 6–4

### Doppio
Julian Knowle /  Lorenzo Manta hanno battuto in finale  Yves Allegro /  Michael Kohlmann con il punteggio di 6–3, 3–6, 7–6(2)